# Херменеґільд
Херменеґі́льд (ісп. Hermenegildo; 564, Толедо — Таррагона, 13 квітня 585) — син вестготського короля Леовіґільда, святий мученик у Католицькій церкві. Після свого навернення до православ'я він підняв повстання проти свого батька, що був аріанином і був убитий після його придушення.

## Життя
Херменеґільд був старшим сином вестготського короля Іспанії Леовіґільда та його першої дружини — іспано-римлянки Теодосії, яка була родичкою відомого севільського єпископа святого Леандра. За візантійським звичаєм батько зробив його і його молодшого брата, Рекареда, своїми співправителями у 573 р. так, як забезпечення збереження влади у руках своєї родини було однією з цілей його політики. У 579 р. Херменґільд одружується з принцесою Інгундою, дочкою франкського короля Сигіберта I та Брунегільди, що була переконаною православною. Відбивши намагання своєї бабусі, другої дружини короля Леовіґільда Ґосвінти навернути себе на аріанство — вона, у свою чергу, почала намагатись привернути на бік православ'я свого чоловіка. Все очевидніші симпатії Херменеґільда до православ'я, викликані його дружиною, призвели до конфлікту у королівській родині. Намагаючись його залагодити король Леовіґільд передав в управління своєму старшому синові округ з центром у Севільї.
У Севільї Херменеґільд зблизився з Леандром Севільським та відкрито проголосив себе прихильником православ'я. У 579 р. він також підняв повстання проти батька. Не маючи достатньої підтримки серед місцевого населення він намагався заручитися підтримкою з боку франків та візантійців. Задля цього візантійцям навіть було передане місто Кордова, але ефективної допомоги від них не надійшло. На початку повстання Леовіґільд схилявся до мирної угоди зі своїм бунтівним сином, хоча Херменеґільд навіть почав карбувати свої власні золоті монети. Але у 582 р. він таки виступив зі значними військовими силами для придушення повстання. У 583 р. королівська війська почали облогу Севільї, Кордова була викуплена у візантійців за значну суму грошей. Вже 584 Херменеґільд був вимушений здатись. Його дружина Інгунда та син Атанаґільд знайшли притулок у візантійських володіннях. Інгунда померла у Африці, а Атанаґільд був вивезений до Константинополя. Сам Херменеґільд був убитий у 585 р., начебто через відмову повернутися до аріанства. У «Діалогах» Григорія І стверджується, що він був обезголовлений на Пасху 585 р. своїм тюремщиком Сизбертом після відмови прийняти причастя з рук аріанського єпископа.
Під час всього повстання, бойові дії, що їх вів Херменеґільд мали оборонний характер, він не намагався вийти за межі наданої йому області та відібрати владу у батька. Його цілі залишаються неясними — можливо це була недостатньо добре спланована спроба відділення.

## Оцінка та канонізація
На наступний рік після смерті короля Леовіґільда його син і наступник Рекаред прийняв православ'я, але ніякої реабілітації особистості Херменеґільда за цим не сталось. Хоча папа Григорій Великий і намагався прославити його як мученика за віру, але у самій готській державі його продовжували вважати повстанцем, у тому числі такі значні церковні діячі, як Ісидор Севільський. Франкський історик Григорій Турський уважав повстання проти батька, навіть якщо той єретик неправильним діянням. Культ Херменеґільда росповсюджується по Іспанії лише у Високе Середньовіччя, а його канонізація відбулась у 1586 р., на прохання короля Філіпа ІІ, що був його великим шанувальником і мав у своїй власності його реліквії.
У 1815 р. король іспанії Фердинанд VII створив військовий орден св. Херменґільда (ісп. Real y Militar Orden de San Hermenegildo), що надавася за заслуги по визволенню королівства від наполеонівської влади.